# David V. Herlihy

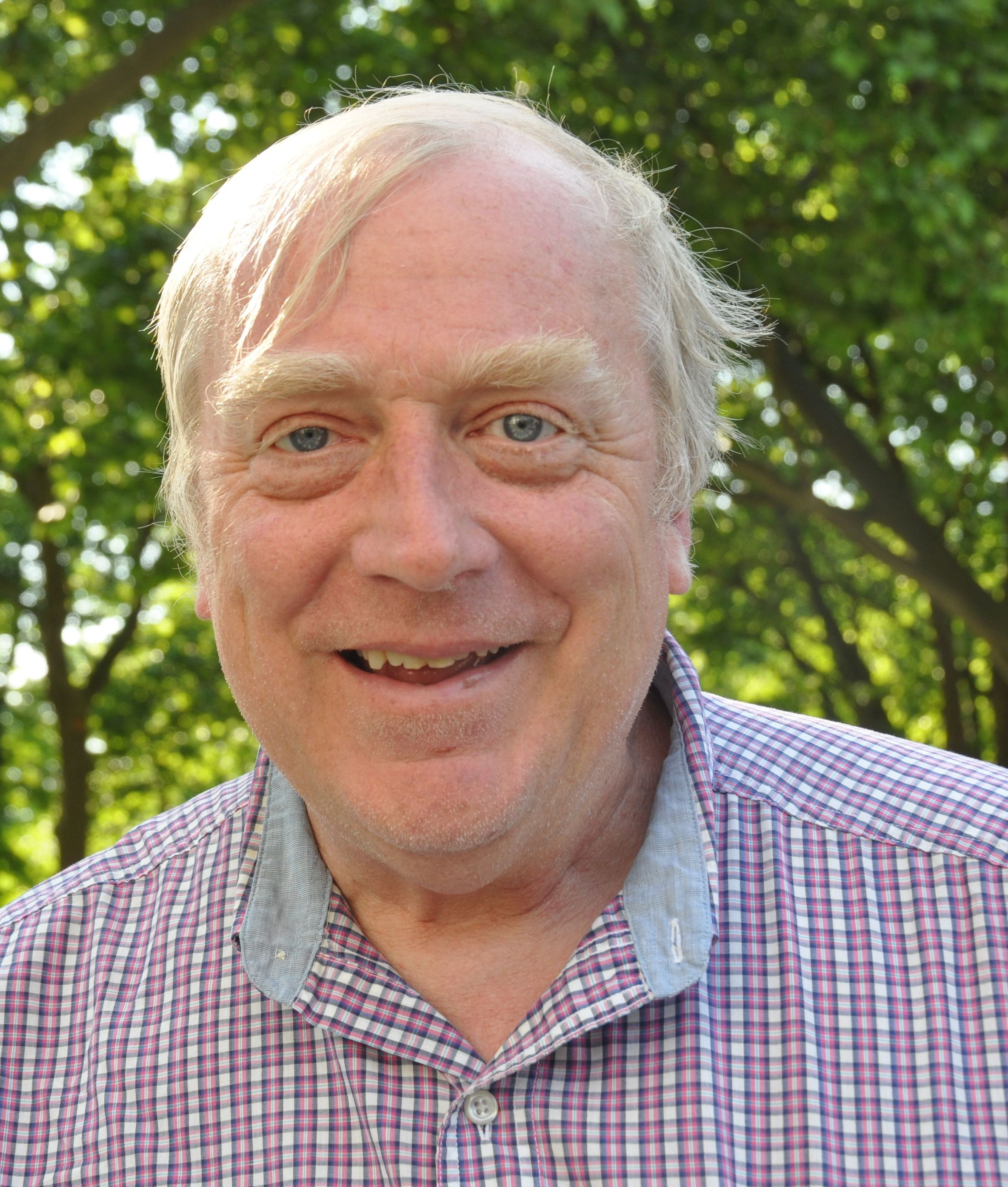
David V. Herlihy (2017)

David V. Herlihy (* 30. Juli 1958) ist ein US-amerikanischer Historiker und Autor.

## Laufbahn
David V. Herlihy ist eines von sechs Kindern des Mediävisten David Herlihy und der Osteuropa-Historikerin Patricia McGahey Herlihy, beide lehrten zuletzt an der Brown University in Providence.
1980 graduierte David V. Herlihy an der Harvard University, wo er auch dem Harvard Cycling Club angehörte. 1993 wies er auf der International Cycling History Conference in Boston nach, dass Pierre Lallement der Erste gewesen war, der Pedale an einer Draisine (dandy horse) angebracht hatte. 2004 publizierte er das Buch Bicycle. The history, das als Standardwerk für die Geschichte des Fahrrades gilt und mehrfach ausgezeichnet wurde. 2010 erschien sein Buch über Frank G. Lenz The Lost Cyclist: The Epic Tale of an American Adventurer and His Mysterious Disappearance.

## Publikationen
- The bicycle takes off, 1865–1900. From boneshaker to boom. Norwalk, Conn. Lockwood-Mathews Mansion Museum, 2001.
- Bicycle. The history. New Haven. Yale University Press 2004. ISBN 978-0-300-10418-9
- Paris–Roubaix: A Journey Through Hell (als Übersetzer). Velopress 2007. ISBN 978-1-934030-09-7
- The Tour is won on the Alpe (als Übersetzer). Velopress 2008. ISBN 978-1-934030-23-3[6]
- The Lost cyclist. The epic tale of an American adventurer and his mysterious disappearance. Boston. Houghton Mifflin Harcourt 2010. ISBN 978-0-547-19557-5

## Auszeichnungen
- 1999 McNair History Award von The Wheelmen, einem US-amerikanischen Verband für Fahrradsammler[7]
- 2004 Award for Excellence in the History of Science, von der Professional and Scholarly Publishing Division of the Association of American Publishers[7]
- 2005 Sally Hacker Prize, Society for the History of Technology[8]